# Nicolae Juravschi
Nicolae Juravschi (n. 8 august 1964, Chircăiești, raionul Căușeni, RSS Moldovenească, URSS) este un politician din Republica Moldova, deputat în Parlamentul Republicii Moldova din anul 2011, fost canoist de performanță, dublu medaliat cu aur la Seul 1988 și cu argint la Atlanta 1996, în echipa de canoe dublu, împreună cu bielorusul Victor Reneischi.

## Biografie
Nicolae Juravschi s-a născut la data de 8 august 1964 în satul Chircăiești, raionul Căușeni. În perioada sovietică s-a antrenat la echipa sportivă a Forțelor Armate din Chișinău.
Echipa Juravschi-Reneischi a cucerit la Jocurile Olimpice de la Seul (1988) medaliile de aur în proba de canoe dublu, cursele de 500 și 1000 metri, concurând pentru URSS. În următorii trei ani, Juravschi a câștigat un număr de 8 medalii de aur la Campionatele Mondiale în probele de C-2 și C-4.
În ciuda acestor rezultate de succes, Reneischi și Juravschi nu au fost selecționați pentru a participa la Barcelona 1992, fiind învinși în calificări. Juravschi a fost invitat pentru a reprezenta România la Olimpiada din 1992, avându-l ca partener pe Gheorghe Andriev și s-a calificat în două finale olimpice, cea de la C2 - 500 m și C2 - 1.000 m, obținând la ambele probe locul 4. 
El a revenit apoi în Republica Moldova și în anul 1995 l-a convins pe fostul său partener Reneischi, din Belarus, pentru a-și uni forțele încă o dată și a reprezenta Republica  Moldova la Atlanta 1996. Ei au obținut medalia de argint în proba de C2 - 500 metri, aducând astfel a doua medalie olimpică pentru statul independent Republica Moldova din toate timpurile, prima medalie fiind adusă de Tudor Casapu la Barcelona (1992).  
Prin Decretul nr. 254/4 septembrie 1996, președintele Mircea Snegur l-a decorat cu Ordinul Republicii "în semn de înaltă prețuire a meritelor deosebite în dezvoltarea sportului și a mișcării olimpice naționale, pentru succese remarcabile obținute la ediția a XXVI-a a Jocurilor Olimpice de Vară de la Atlanta". I s-a decernat titlul de maestru al sportului la caiac-canoe. În anul 2001, Nicolae Juravschi a fost desemnat de către ziariștii sportivi din Republica Moldova drept cel mai bun sportiv moldovean din secolul al XX-lea. 
După retragerea din activitatea competițională, Juravschi a devenit membru în conducerea Comitetului Național Olimpic al Republicii Moldova, deținând funcția de vicepreședinte al acestuia (1997-2001). La data de 30 martie 2001, Adunarea Generală a CNO l-a ales pe Nicolae Juravschi în funcția de președinte al Comitetului Național Olimpic al Republicii Moldova, fiind apoi reales în funcție încă de trei ori: în 2004, 2008 și 2012.
Din anul 1999, el este președinte al nou-înființatei Asociații Naționale a Atleților Olimpici din Republica Moldova (ANAO).
Din 23 noiembrie 2011 este deputat în Parlamentul Republicii Moldova, ales pe listele Partidului Liberal Democrat din Moldova (PLDM). Pe 21 iulie 2015 Juravschi a părăsit partidul și fracțiunea PLDM din parlament. El a rămas în calitate de deputat neafiliat, menționând că va colabora în continuare cu Iurie Leancă și Eugen Carpov, care la rândul lor au părăsit partidul și fracțiunea în februarie 2015, lansând apoi Partidul Popular European din Moldova.
Nicolae Juravschi este căsătorit cu Lucia și are doi copii, Nicoleta și Victor.